# Fire Records
Fire Records  fue una compañía discográfica estadounidense de poca duración fundada en 1959 y cesada después de 3 años, en 1962, por el productor musical actualmente fallecido Bobby Robinson. en la cual se especializa principalmente en el blues pero que llegó a tener influencias igual del rock. Fire Records era filial de Fury Records.

## Algunos artistas de la discográfica
- Arthur Crudup[2]
- The Channels
- Larry Dale
- Mighty Joe Young
- Wild Jimmy Spruill
- Willis Jackson